# منتخب الفلبين لكرة الطائرة للرجال
منتخب الفلبين لكرة الطائرة للرجال هو ممثل الفلبين الرسمي في المنافسات الدولية في كرة طائرة في فئة كرة الطائرة للرجال
.